# Chrysometa penai
Chrysometa penai là một loài nhện trong họ Tetragnathidae.
Loài này thuộc chi Chrysometa. Chrysometa penai được Herbert W. Levi miêu tả năm 1986.